# روتجر فورم
روتجر فورم (بالهولندية: Rutger Worm)‏ (1 فبراير 1986 بنايميخن في هولندا - ) هو لاعب كرة قدم هولندي في مركز الوسط. شارك مع منتخب هولندا تحت 19 سنة لكرة القدم ومنتخب هولندا تحت 21 سنة لكرة القدم. أما مع النوادي، فقد لعب مع إن إي سي نيميخن ونادي إيمن ونادي ملبورن سيتي وAchilles '29 ‏ ونادي شيانج ري يونايتد.